# Bogdan Diklić
Bogdan Diklić (Bjelovar, 1. kolovoza 1953.) poznati je srpski glumac iz Hrvatske.

## Životopis
U Beogradu je završio studij glume, na Fakultetu dramskih umjetnosti. Prvu veću ulogu imao je u TV seriji Grlom u jagode (1976.) i filmu Vojnikova ljubav (1976.).
Iznimnu popularnost stekao je u filmu Nacionalna klasa (1979.). Od tada je igrao u više od 40 filmova i TV serija, a one koje treba istaći su: Maratonci trče počasni krug (1982.), Kamiondžije (TV serija, 1983.) Čudo neviđeno (1984.), Oktoberfest (1987.), Sabirni centar (1989.), Otvorena vrata (TV serija, 1995.)... .
Osim na filmu i televiziji, Diklić je brojne uloge ostvario i u kazalištu.

## Filmografija
- "Sve najbolje" kao Tomo Oblak (2016.)
- "Život je truba" kao svećenik (2015.)
- "72 dana" kao Joja Paripović (2010.)
- "Sve džaba" kao Spavač (2006.)
- "Karaula" kao pukovnik Rade Orhideja (2006.)
- "Seks, piće i krvoproliće" kao Komšija (2004.)
- "Sivi kamion crvene boje" kao svečenik (2004.)
- "Putovanje u Vučjak" kao Ilustrisimus (1986.)
- "Balkanski špijun" kao tip u operi (1984.)
- "Maratonci trče počasni krug" kao Mirko Topalović (1982.)